# Jana Dörries
Jana Dörries (* 24. September 1975 in Potsdam) ist eine ehemalige deutsche Schwimmerin. Sie gewann 1992 mit der Lagenstaffel eine olympische Silbermedaille.
Jana Dörries startete für den OSC Potsdam. 1990 siegte sie bei den Deutschen Meisterschaften über 100 und über 200 Meter Brustschwimmen. Über 100 Meter Brust wurde sie 1990 Junioreneuropameisterin. Bei den Schwimmweltmeisterschaften im Januar 1991 in Perth belegte sie über 100 Meter Brust den zweiten Platz hinter der Australierin Linley Frame, über 200 Meter wurde sie Dritte hinter Jelena Wolkowa und Frame. Die Lagenstaffel in der Besetzung Svenja Schlicht, Jana Dörries, Susanne Müller und Manuela Stellmach gewann ebenfalls Bronze.
1992 wurde Dörries Deutsche Meisterin im 100-Meter-Brustschwimmen und Dritte über 200 Meter. Bei den Olympischen Spielen 1992 in Barcelona erreichte Dörries über 100 Meter Brust den fünften Platz. Die deutsche Lagenstaffel mit Dagmar Hase, Jana Dörries, Franziska van Almsick und Daniela Hunger gewann Silber hinter den US-Amerikanerinnen.
Dafür wurde sie am 23. Juni 1993 mit dem Silbernen Lorbeerblatt ausgezeichnet.
1994 siegte Dörries erneut bei den deutschen Meisterschaften auf beiden Bruststrecken. Bei den Europameisterschaften 1995 in Wien belegte Dörries den vierten Platz über 100 Meter Brust; die deutsche Lagenstaffel in der Besetzung Cathleen Rund, Jana Dörries, Julia Voitowitsch und Franziska van Almsick gewann den Titel vor den Ungarinnen. Dörries beendete ihre Karriere 1997.